# Beechcraft RC-12 Guardrail
Beechcraft RC-12 Guardrail (укр. Бічкрафт RC-12 Ґардрейл) — авіаційна платформа збору сигналів бортової розвідки (SIGINT), базована на моделях літаків Beechcraft King Air і Super King Air. Загалом на платформі King Air, які називаються загальним позначенням C-12 американські військові та, зокрема, армія Сполучених Штатів мають численні варіанти транспортних літаків для перевезення особового складу. Модифікація RC-12 — це платформа, яка збирає SIGINT за допомогою різних датчиків і бортових процесорів.

## Конструкція і обладнання

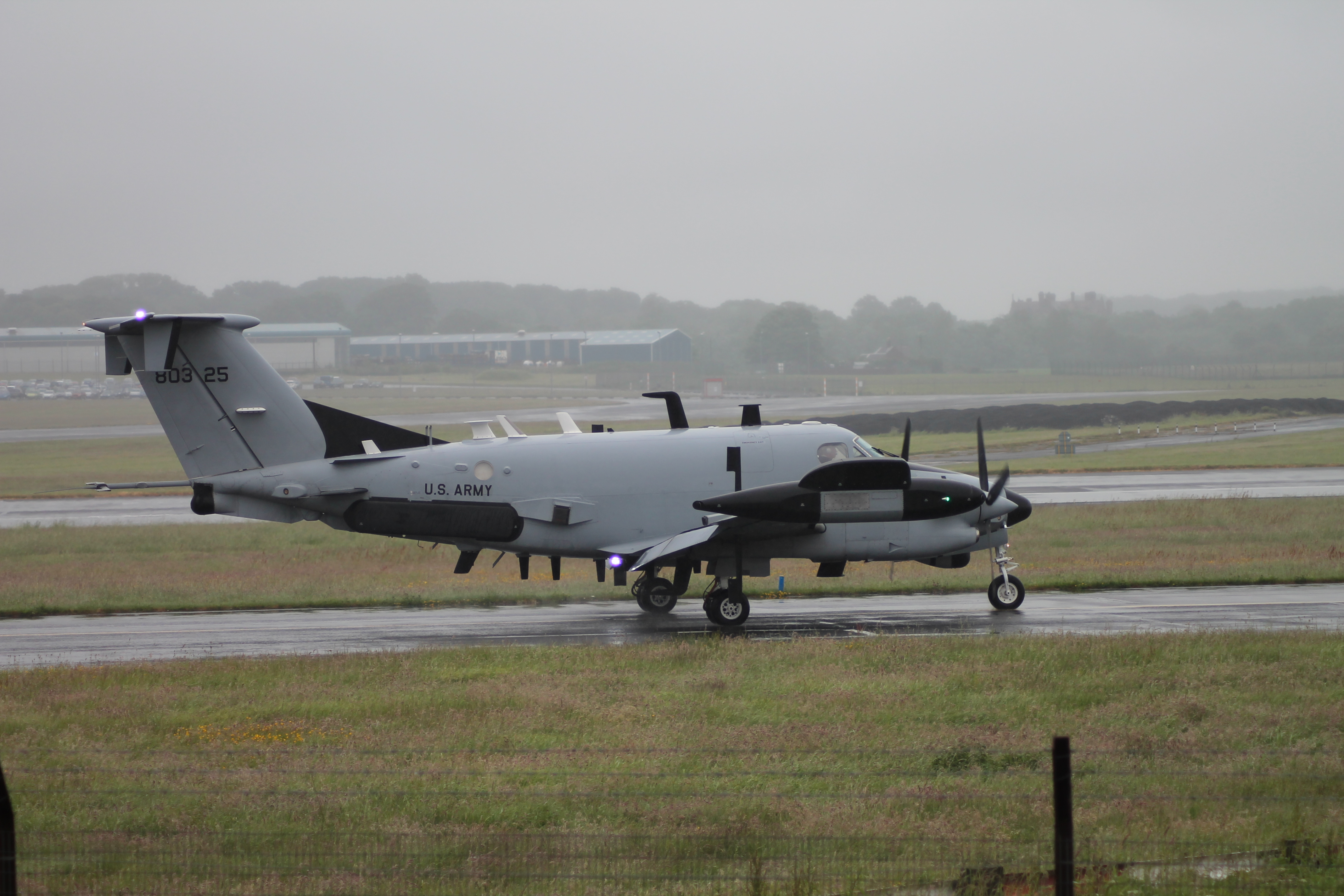
Beechcraft RC-12N, 2013 р

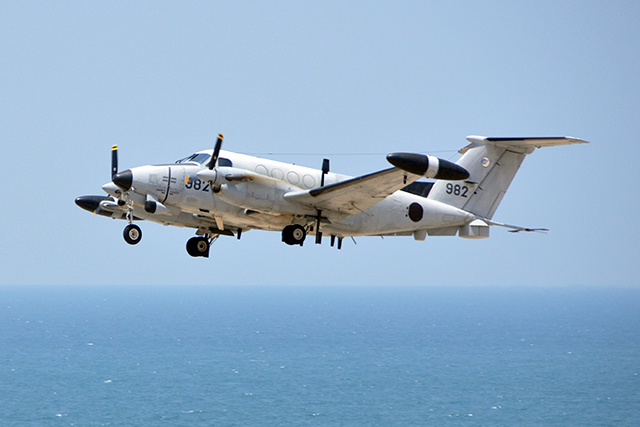
Beechcraft RC-12D IAF (Кукія) зліт з бази Сде Дов (Тель-Авів), 2014

Платформа армії США Ґардрейл перебуває на озброєнні з 1971 року. До початку 1980-х років ранні варіанти Ґардрейл базувались на U-21. Після прийняття на озброєння платформи C-12 замість U-21, платформа Ґардрейл здебільшого почала розвивалася ще на попередній машині завдяки модернізації конструкції, електростанції та обладнання, як зазначено в різних моделях, описаних нижче.
Спочатку армія США мала 13 RC-12D, переобладнаних із C-12D, постачання яких почалися в середині 1983 року. Один літак був призначений командуванню збройних сил США (FORSCOM) у Форт-Макферсон, Джорджія, а решта призначалась 1-му батальйону військової розвідки у Вісбадені, Німеччина, та 2-му батальйону військової розвідки у Штутґарті, Німеччина. Наприкінці 1991 року літаки німецького базування були перепризначені до 3-го, 15-го та 304-го батальйонів військової розвідки в Кемп-Гамфріс (Південна Корея), Форт-Гуд (Техас) та Форт-Уачука (Арізона) відповідно. Один з них був переведений на попередню конфігурацію як C-12D-1.
Наступною за чергою моделлю став RC-12G. Три RC-12G були поставлені в 1985 році після переобладнання з корпусів C-12D. Ці літаки служили в Латинській Америці, а потім у 138-й роті військової розвідки (повітряна експлуатація) в Орландо, штат Флорида, а потім були переміщені на зберігання у Форт-Сілл в Оклахомі.
Відповідно наступною моделлю став RC-12H. Перший системний підрядник ESL Inc. виготовив у 1988 році шість RC-12H для 3-го батальйону військової розвідки в Кемп-Гамфріс у Пхьонґтеку, Південна Корея..
Подальшою наступною моделлю став RC-12K. У жовтні 1985 року армія США замовила дев'ять RC-12K, вісім з яких прийшли на заміну RC-12D у 1-му батальйоні військової розвідки в травні 1991 року. З одним з них згодом трапилась катастрофа. Дев'ятий літак армії США був затриманий підрядником, Raytheon, для переобладнання на заплановану конфігурацію RC-12N. Ще 2 літаки RC-12K були доставлені Ізраїлю в травні-червні 1991 року.
Прототип RC-12N був перероблений з RC-12K. Всього 15 одиниць було переобладнано фірмою E-Systems і передано в 1992-93 роках 224-му батальйону військової розвідки на армійському аеродромі Гантер у Джорджії, а також 304-му батальйону військової розвідки на аеродромі Ліббі, Форт-Уачука, штат Арізона. Один з них розбився.
Ще новішою моделлю став RC-12P. Загалом 9 літаків RC-12P було поставлено на службу ESL/TRW на федеральному аеродромі Моффетт наприкінці 1994 та 1995 років, і ці судна залишилися там у 1999 році.
Три RC-12P були потім модифіковані фірмою Raytheon і TRW на RC-12Q. У 1996 році вони були передані TRW для комплектації, де вони й перебували в 1999 році. Літак мав помітний дорсальний обтікач з антеною супутникового зв'язку.
RC-12 у різних версіях, включаючи новітні RC-12X і RC-12X+, були прийняті нс службу в частинах OEF і OIF. Станом на липень 2012 року Northrop Grumman оголосила, що його RC-12X Ґардрейлс виконала понад 1000 місій з моменту прийняття на службу в 2011 р.. Нещодавні оновлення та організаційні зміни призвели до того, що ці новітні моделі замінили старі варіанти в Кореї.
Очікується, що програма RC-12X вартістю 462 мільйони доларів, яка зараз виконується в Northrop Grumman, залучить різні літаки для впровадження загальних стандартів у всьому парку RC-12 Ґардрейл шляхом модернізації всіх армійських літаків RC-12 до стандарту RC-12X, таким чином замінивши або модифікувавши всі старші варіанти літаків. Програма модернізації Ґардрейл продовжує терміни служби літаків до 2025 року і вводить нові корисні функції в систему з розширеними можливостями. Програма також підвищує стійкість RC-12X за рахунок уніфікації, нової скляної кабіни, структурних вдосконалень і значних поліпшень апаратного та програмного забезпечення.

## Опис
Відповідно до опису портфоліо Центру підтримки закупівель армії США для найновішого варіанту Guardrail, сенсор Guardrail Common Sensor (GR/CS), також іменований як RC-12X або RC-12X+, є «повітряною локаторною системою збору інформації SIGINT і точного націлювання з фіксованим крилом. Він збирає радіосигнали низького, середнього та високого діапазону та сигнали ELINT; визначає та класифікує їх; визначає місце розташування джерела; і надає звіти в режимі близькому до реального часу. GR/CS використовує Guardrail Mission Operations Facility (MOF) для управління, обробки даних та як центр повідомлень для системи».

## Варіанти
- Літак RC-12D, що використовується в системі Improved Guardrail V, базувався на моделі King Air A200CT. Ця версія спеціальної електронної місії армії США мала систему дистанційного перехоплення та пеленгування AN/USD-9 Improved Guardrail V. Пов'язане наземне обладнання включало інтегрований обробний комплекс AN/TSQ-105(V)4, аеродромний фургон AN/ARM-63(V)4 AGE та тактичний командирський термінал AN/TSQ-87. П'ять новозбудованих літаків RC-12D, були продані Ізраїлю для 191 ескадрильї в Сде Дов. Ці літаки іменувалися або RC-12D-FW, або FWC-12D, причому FW, як повідомляється, є абревіатурою від «Field Wind», можливо, кодовим словом для спеціального обладнання Ізраїлю, встановленого на літаку. Кодові слова «Big Apple» також було пов'язане з цими літаками[2].
- RC-12G, використовуваний для системи Crazy Horse, був літаком спеціальної електронної місії армії США на базі King Air A200CT. Загалом схожий на RC-12D, максимальна злітна маса була збільшена до 6800 кілограмів[2]
- Літак RC-12H, який використовувався для системи Guardrail/Common Sensor System 3 (Minus), був літаком спеціальної електронної місії армії США, який загалом був схожий на RC-12D, хоча з максимальною злітною вагою, збільшеною до 6800 кілограмів[2].
- Літак RC-12K, який використовувався для Guardrail/Common Sensor System 4, був схожий на RC-12H, але з потужнішим турбогвинтовим двигуном PT6A-67 потужністю 1100 кс і максимальною злітною вагою 7250 кг[2]
- Літак RC-12N, який використовувався в системі Guardrail/Common Sensor System 1, в цілому був схожий на RC-12K, хоча з максимальною злітною вагою 7350 кілограмів і оснащений подвійним EFIS і обладнанням для живучості літака/системою контролю авіоніки (ASE). /ACS). Прототип RC-12N був переоснащений з RC-12K.[2]

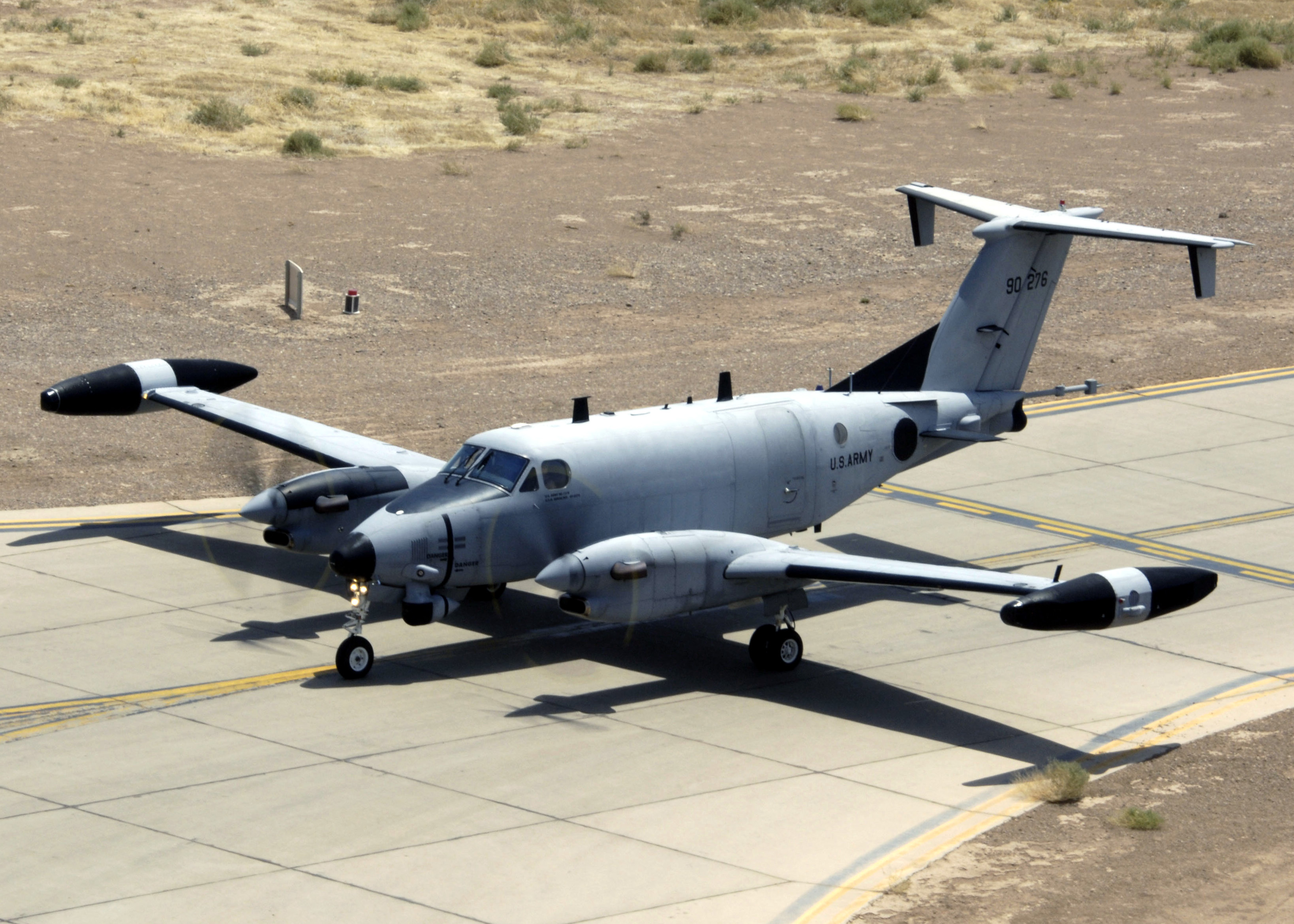
RC-12P

- Літак RC-12P, який використовувався в системі Guardrail/Common Sensor System 2, мав ту саму авіоніку та силову установку, що й RC-12N, хоча з іншим обладнанням для виконання завдань (включаючи можливість каналу передачі даних), оптоволоконним кабелем та меншими та легшими контейнерами на крилах. Максимальна злітна маса була збільшена до 7480 кілограмів[2].
- Літак RC -12Q, званий прямим повітряним супутниковим ретранслятором, складався з 3-х RC-12P, модифікованих Raytheon і TRW, щоб діяти як «материнський корабель», щоб розширити оперативну зону RC-12P за межами «слідів» супутника. Планери були передані TRW в 1996 році для дооснащення, де вони залишилися в 1999 році. Літак мав помітний дорсальний обтікач з антеною супутникового зв'язку[2].
- Літак RC-12X був додатково вдосконаленим RC-12 для використання з GRCS, який включав розширені діапазони частот, можливість локалізації сигналів як у режимах очікування, так і в активних режимах, а також адаптивну спрямовану антенну решітку, що формує промінь. здатний знаходити випромінювачі в середовищі з щільними сигналами[2].
- RC-12X+ був подальшим удосконаленням RC-12X і являє собою останній варіант системи, який наразі представлений станом на 2016 рік[6].

## Інциденти та аварії
16 квітня 1997 року 224-й батальйон військової розвідки втратив RC-12N і 2 членів екіпажу в аварії під час тренувального польоту. Наступного року, 6 листопада 1998 року, 1-й батальйон військової розвідки втратив RC-12K і 2 членів екіпажу в аналогічному навчальному польоті. В обох аваріях комісії з питань аварій Центру безпеки армії США вказали у своїх рекомендаціях TRADOC «Переоцінити завдання ATM при зупинках, повільних польотах та VMC». У лютому 1999 року командувач USAIC і FH генерал-майор Джон Д. Томас надіслав старшого пілота-інструктора зі стандартизації та офіцера з безпеки 305-го батальйону військової розвідки до USAAVNC для перегляду висновків комісії з аварій RC-12K, щоб визначити, чи був тренувальний режим фактором аварії. Вони рекомендували генерал-майору Томасу переписати інструкції TC 1-219, Завдання для повільного польоту, зависання та VMC.